# Adriana Sachs
Adriana María Sachs (Libertad, Buenos Aires, Argentina; 25 de diciembre de 1993) es una futbolista argentina que se desempeña como defensora central en el Racing Club de la Primera División A de Argentina y en la Selección femenina de fútbol de Argentina.

## Trayectoria
Sus primeros pasos en el fútbol fueron junto a su hermano a los 6 años, y a los 12 le pidió a su mamá que la inscriba en un club de barrio. Su primer club fue Estudiantes de Padua.
En Huracán jugó desde el 2011 hasta el 2015. Desde el 2016 hasta el 2019 jugó como defensora en el UAI Urquiza. A mediados del 2020, dio el salto a Europa para jugar en el UD Collerense de la Segunda División de España. 
En enero del 2021 vuelve a Argentina para fichar por Boca Juniors por un año, último equipo campeón del fútbol argentino.
En enero de 2023 se hace oficial su desvinculación de Boca y parte hacia territorio brasileño para jugar en el Santos Futebol Clube. En junio de ese mismo año se incorpora al Racing Club de Avellaneda.

## Selección Argentina
La convocaron por primera vez a la Selección mayor cuando tenía 15 años y supo ser subcampeona del Sudamericano sub-20.
Fue convocada para disputar la Copa Mundial Femenina de Fútbol de 2019, donde el seleccionado nacional no lograría superar la fase de grupos.
Sachs serie incluida en la lista de 23 convocadas por el técnico Germán Portanova para disputar la Copa Mundial Femenina de Fútbol de 2023.

#### Participaciones en Copas del Mundo
| Torneo               | Sede                     | Resultado    | Partidos | Goles | Asistencias |
| -------------------- | ------------------------ | ------------ | -------- | ----- | ----------- |
| Copa Mundial de 2019 | Francia                  | Primera fase | 1        | 0     | 0           |
| Copa Mundial de 2023 | Australia/ Nueva Zelanda | Primera fase | 1        | 0     | 0           |

#### Estadísticas
Datos actualizados al último partido jugado el 1 de agosto de 2025.
| Selección | Año   | Amistoso | Amistoso | Copa América | Copa América | Repechaje | Repechaje | Mundial | Mundial | Juegos Panamericanos | Juegos Panamericanos | Juegos Suramericanos | Juegos Suramericanos | Copa Oro | Copa Oro | Total | Total |
| Selección | Año   | PJ       | G        | PJ           | G            | PJ        | G         | PJ      | G       | PJ                   | G                    | PJ                   | G                    | PJ       | G        | PJ    | G     |
| --------- | ----- | -------- | -------- | ------------ | ------------ | --------- | --------- | ------- | ------- | -------------------- | -------------------- | -------------------- | -------------------- | -------- | -------- | ----- | ----- |
| Argentina |       |          |          |              |              |           |           |         |         |                      |                      |                      |                      |          |          |       |       |
| 2014      | 3     | 0        | 3        | 0            | 0            | 0         | 0         | 0       | 0       | 0                    | 1                    | 0                    | 0                    | 0        | 7        | 0     |       |
| 2015      | 0     | 0        | 0        | 0            | 0            | 0         | 0         | 0       | 1       | 0                    | 0                    | 0                    | 0                    | 0        | 1        | 0     |       |
| 2017      | 3     | 0        | 0        | 0            | 0            | 0         | 0         | 0       | 0       | 0                    | 0                    | 0                    | 0                    | 0        | 3        | 0     |       |
| 2018      | 4     | 0        | 4        | 0            | 2            | 0         | 0         | 0       | 0       | 0                    | 0                    | 0                    | 0                    | 0        | 10       | 0     |       |
| 2019      | 7     | 0        | 0        | 0            | 0            | 0         | 1         | 0       | 2       | 0                    | 0                    | 0                    | 0                    | 0        | 10       | 0     |       |
| 2021      | 3     | 0        | 0        | 0            | 0            | 0         | 0         | 0       | 0       | 0                    | 0                    | 0                    | 0                    | 0        | 3        | 0     |       |
| 2023      | 3     | 0        | 0        | 0            | 0            | 0         | 1         | 0       | 3       | 0                    | 0                    | 0                    | 0                    | 0        | 7        | 0     |       |
| 2024      | 2     | 0        | 0        | 0            | 0            | 0         | 0         | 0       | 0       | 0                    | 0                    | 0                    | 1                    | 0        | 3        | 0     |       |
| 2025      | 1     | 0        | 1        | 0            | 0            | 0         | 0         | 0       | 0       | 0                    | 0                    | 0                    | 0                    | 0        | 2        | 0     |       |
| Total     | Total | 26       | 0        | 8            | 0            | 2         | 0         | 2       | 0       | 6                    | 0                    | 1                    | 0                    | 1        | 0        | 46    | 0     |

## Clubes
| Club          | País      | Año             |
| ------------- | --------- | --------------- |
| Huracán       | Argentina | 2011 - 2015     |
| UAI Urquiza   | Argentina | 2015 - 2020     |
| UD Collerense | España    | 2020 - 2021     |
| Boca Juniors  | Argentina | 2021 - 2023     |
| Santos        | Brasil    | 2023            |
| Racing Club   | Argentina | 2023 - presente |

## Palmarés

### Campeonatos nacionales
| Título             | Club         | País      | Año     |
| ------------------ | ------------ | --------- | ------- |
| Primera División A | UAI Urquiza  | Argentina | 2016    |
| Primera División A | UAI Urquiza  | Argentina | 2017-18 |
| Primera División A | UAI Urquiza  | Argentina | 2018-19 |
| Primera División A | Boca Juniors | Argentina | Cl 2021 |
| Superfinal         | Boca Juniors | Argentina | 2021    |
| Primera División A | Boca Juniors | Argentina | 2022    |

## Participaciones internacionales
Selección
- Mundial U20 Femenino 2012
- Campeonato Sudamericano Femenino 2014
- Juegos Panamericanos de 2015
- Campeonato Sudamericano Femenino 2018 Chile
- Juegos Panamericanos de 2019 Perú

Clubes
- Copa Libertadores Femenina 2015 Colombia
- Copa Libertadores Femenina 2016 Uruguay
- Copa Libertadores Femenina 2018 Brasil
- Copa Libertadores Femenina 2019 Ecuador

## Vida personal
Debido a que el fútbol femenino no estuvo profesionalizado en Argentina hasta 2019, Adriana debió trabajar en diversos espacios para poder sostenerse y continuar su carrera deportiva en sus tiempos libres.